# Stuart Agnew
John Stuart Agnew (* 30. srpna 1949, Norwich) je poslanec Evropského parlamentu za region Východní Anglie za Stranu nezávislosti Spojeného království. Do europarlamentu byl zvolen v roce 2009
Jako norfolkský zemědělec reprezentuje Norfolk v radě Národní Zemědělské Unie (anglicky National Farmers Union (NFU)) a dlouhodobě je členem UKIP. V Evropském parlamentu je v komisi Rozvoje zemědělství a venkova.
Za United Kingdom Independence Party se v roce 2001 účastnil Všeobecných voleb Spojeného království v regionu Mid Norfolk a v roce 2005 v regionu Norfolk North.